# نوخاله جعفری
نوخاله جعفری، روستایی از توابع بخش تولم شهرستان صومعه‌سرا در استان گیلان ایران است.

## جمعیت
این روستا در دهستان هندخاله قرار دارد و براساس سرشماری مرکز آمار ایران درسال 1395، جمعیت آن 1971ُ نفر (۶۶۱خانوار) بوده‌است.
این روستا به دلیل داشتن رودخانه‌ای که ۹ رود به آن وصل است به نوخاله نامگذاری شده است. شغل اصلی مردم این روستا کشت برنج از نوع هاشمی و دم سیاه می باشد. این روستا دارای یک رودخانه بزرگ می باشد که در اواخر فصل زمستان و اوایل فصل پاییز به صید ماهی از نوع کولی و سفید می پردازند. 